# Newborough (Anglesey)
Pour les articles homonymes, voir Newborough.
Newborough (Niwbwrch en gallois) est un village du pays de Galles. Il est situé dans le sud-ouest de l'île d'Anglesey. Administrativement, il forme avec le village voisin de Dwyran la communauté de Rhosyr, qui comptait 2 226 habitants au recensement de 2011.

## Histoire
Le village moderne de Newborough est créé en 1295, après la conquête du pays de Galles par le roi d'Angleterre Édouard Ier. Les habitants gallois de Llanfaes, dans le sud-est d'Anglesey, sont expulsés afin de permettre la construction de la ville anglaise de Beaumaris et de son château. Ils sont réinstallés à Newborough, à l'autre bout de l'île.